# Джонс, Глория
Глория Ричетта Джонс (19 октября 1945, Цинциннати, Огайо, США) — американская певица

 и автор песен. В 1964 году записала песню в стиле северный соул «Tainted Love», ставшую спустя почти два десятилетия хитом британского синти-поп дуэта Soft Cell
Глория Джонс родилась в Цинциннати и переехала в Лос-Анджелес, Калифорния, в возрасте 7 лет. Именно в это время она начала петь. Впервые известность пришла к ней в возрасте 14 лет, когда, учась в школе, она организовала вместе с Френки Кэрлом и Билли Престоном успешную госпел-группу Cogic Singers, и записала с ними альбом It’s A Blessing (недоступная ссылка). И хотя Глория оставалась в школьной группе ещё около четырёх лет, она довольно быстро очутилась на поп-сцене Лос-Анджелеса.
В 1964 Джонс была услышана автором песен Эдом Коббом. Заключив контракт с Cobb’s Greengrass Productions, она записала свой первый хит «Heartbeat Pts 1 & 2,», который был написан и спродюсирован Коббом. Она совершила тур по Соединенным Штатам, выступив в нескольких телевизионных программах. Записи этих выступлений существуют и поныне. Одно из выступлений произошло на Rock and Soul show в Диснейленде летом 1965 года. Впоследствии ритм-н-блюзовый вариант «Heartbeat» был записан Дасти Спрингфилд, Спенсером Дэвисом и многими другими артистами.
К тому времени Джонс записала несколько других песен для Uptown Records, филиала Capitol/EMI. Среди них была ещё одна написанная Коббом песня, «Tainted Love». Марк Алмонд из дуэта Soft Cell, чья  перепевка «Tainted Love» достигла первой позиции в международном чарте, первоначально услышал эту песню в ночном клубе в Северной Англии. Тогда после выступления Глории впечатленные поклонники провозгласили её «Королевой Северного соула». Кроме того, для лейбла Uptown Джонс записала альбом под названием Come Go With Me, который был выпущен в 1966 году.
В 1970-е годы Джонс стала подругой одного из идолов глэм-рока, Марка Болана, и родила ему ребёнка. Болан погиб в автокатастрофе, когда машина, за рулём которой находилась Джонс, врезалась в дерево.